# Unidade de tempo
Uma unidade de tempo é uma medida para medir o tempo. Existem várias unidades para esse fim, além de várias escalas e com vários propósitos.

## A
- Alto
- Ano
- Ano comum
- Ano juliano (astronomia)
- Ano sideral
- Ano tropical
- Annum

## D
- Década cosmológica
- Dia
- Dia sideral
- Dias da semana

## E
- Era

## H
- Hora

## I
- ISO 31-1
- ISO 31-2

## M
- Mês
- Mês lunar
- Milénio
- Minuto

## S
- Século
- Segundo
- Semana